# Weltevreden (Berlicum)
Weltevreden is een landhuis in chaletstijl in de Nederlandse plaats Berlicum.
De villa werd gebouwd in 1909 en was oorspronkelijk bedoeld als familiehuis voor het gezin van notaris mr. E.F.D. van Mens. In de jaren 50-'70 van de 20e eeuw diende het als hotel-restaurant. Sinds 1974 wordt Weltevreden gebruikt als woonhuis en kantoorlocatie van JurisConsult. Het landhuis is op de gemeentelijke monumentenlijst van de gemeente Sint-Michielsgestel geplaatst vanwege de bouwkundige, esthetische en planologische waarde van het gebouw.